# Friedhofskapelle (Teupitz)

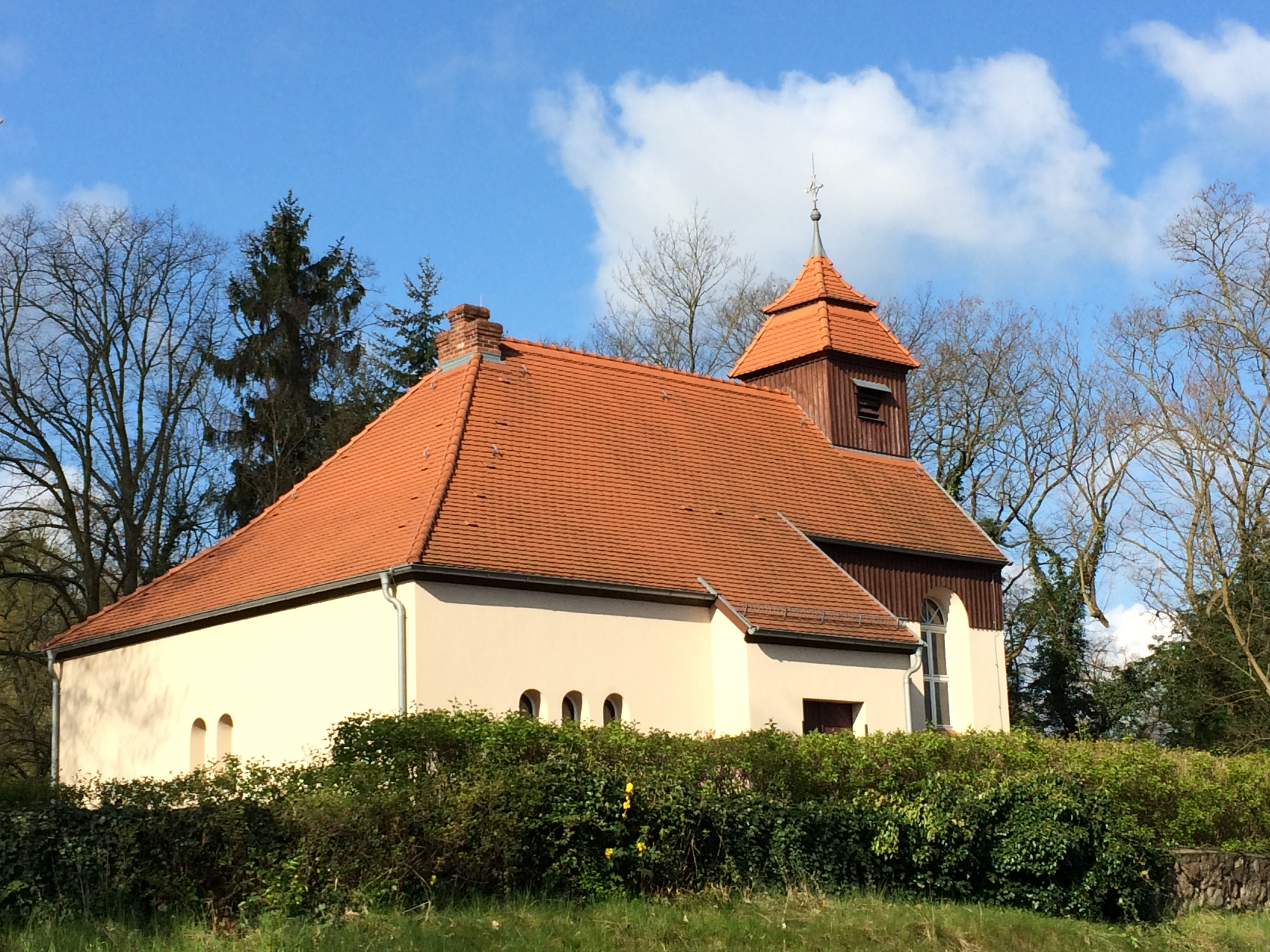
Friedhofskapelle in Teupitz

Die Friedhofskapelle ist ein denkmalgeschützter Sakralbau in Teupitz im Landkreis Dahme-Spreewald in Brandenburg.

## Geschichte
1828 wurde der städtische Friedhof an der Heilig-Geist-Kirche geschlossen und an den Gesenberg südlich der Innenstadt verlegt. Dort entstand in den Jahren 1905 bis 1908 mit der Landesanstalt Teupitz ein psychiatrisches Krankenhaus, das Menschen mit psychischen Krankheiten und körperliche Behinderte aufnahm. Sie erwarb 1908 einen angrenzenden Kirchhof von der Kirchengemeinde und errichtete 1917 darauf eine Leichenhalle. Die Ausmalung übernahm der deutsche Kirchenmaler Robert Sandfort. 2003 wurde das Bauwerk vom Teupitzer Architekten Vilco Scholz saniert und 2009 unter Denkmalschutz gestellt.

## Architektur
Das eingeschossige, mit einem hellen Putz versehene Bauwerk verfügt in seiner Grundstruktur über einen rechteckigen Grundriss. An der Südwand befinden sich mittig zwei kleine, rundbogenförmige Fenster. Deren Form wird auch an der Südwand durch drei weitere Fenster aufgenommen. Daran schließt sich nach Westen ein kleiner Vorsprung mit einem rechteckigen Portal an, dass durch eine schlichte, zweiflügelige und dunkel gestrichene Holztür verschlossen werden kann. Mit einem leichten, nach innen gerichteten Versatz folgt nun der Westturm, an dessen Nord- und Südseite je zwei deutlich größere, ebenfalls rundbogenförmige Fenster eingelassen sind. Ein weiterer Zugang ist über ein rundbogenförmiges Portal an der Westseite des Turms möglich. Der Turmsockel ist in Höhe der Rundbögen der Fenster mit dunkel gestrichenen Hölzern verkleidet; diese Verkleidung findet sich im rechteckigen Turmaufsatz wieder. Hier sind drei hölzerne Klangarkaden erkennbar, die von einem Walmdach mit Kugel und Kreuz abgeschlossen werden. An der Nordwand schließt sich ein kleiner Anbau an, der sich in östlicher Richtung mit einem ebenfalls hervorspringenden Anbau mit einer großen Fensterfront erweitert.

## Umgebung
Östlich der Friedhofskapelle liegt eine 1995 neu gestaltete Kriegsgräberstätte, auf der etwa 700 Tote aus dem Ersten und Zweiten Weltkrieg bestattet wurden. Bis 1945 waren dies in erster Linie Soldaten der Wehrmacht. Nach dem Ende des Krieges kamen Soldaten hinzu, die im Kessel von Halbe gefallen waren und hierher umgebettet wurden. Nördlich des Bauwerks steht seit dem 10. Mai 2000 ein schwarzer Obelisk, der an die 1884 Opfer erinnert, die im Zuge der Aktion T4 in der Anstalt ums Leben kamen.